# 살바 이리아르테
살바도르 "살바" 이리아르테 몬테호(스페인어: Salvador "Salva" Iriarte Montejo, 1952년 4월 2일, 바스크 주 베아사인 ~)는 스페인의 전직 축구 선수로, 현역 시절 미드필더로 활약했으며, 이후 감독도 역임했다.

## 경력
이리아르테는 몇 시즌 동안 레알 소시에다드 소속으로 유소년부를 졸업한 이래 2군을 거쳐 라 리가에서 활약했으나, 주전 입지를 다지지 못했다. 그는 왕가가 1981년과 1982년에 연달아 리그를 우승할 당시 그리 많은 출전 기회를 잡지 못했고, 1982년에는 감독이 되기 위해 30세의 나이로 현역 은퇴를 선언했다.
이리아르테는 감독이 되어서도 레알 소시에다드와 연계하여 활동했는데, 수석 코치를 맡다가 1994-95 시즌 대부분 기간 동안 1군 감독을 지휘했고, 1995-96 시즌에는(리그에서의 성적 부진과 코파 델 레이에서 하부 리그의 누만시아에 패해 탈락하면서 초기에 결별했었다) 2년 동안 3부 리그의 2군을 지도했다. 그는 존 토샥을 보좌하여 웨일스 국가대표팀 수석 코치를 맡았는데, 그에 앞서 그는 레알 소시에다드에서도 토샥 감독을 보좌했다.

## 사생활
살바 이리아르테의 아들 가이스카 또한 축구 선수로, 고향 베아사인에서 활약했지만, 프로 무대에서 뛴 적은 없다.

## 수상
- 라 리가: 1980-81, 1981-82